# Conversão do apóstolo Paulo

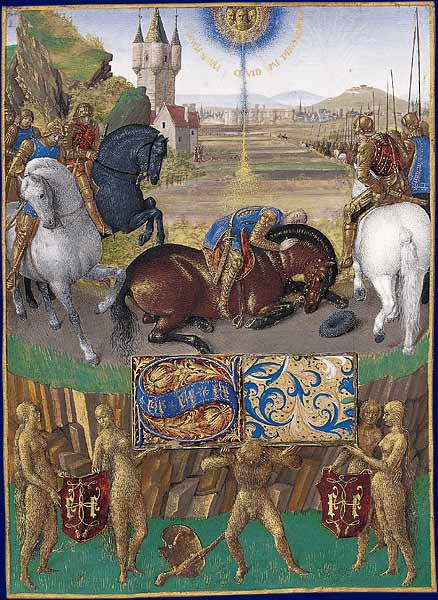
Conversão de São Paulo, do livro d'Heures d'Étienne Chevalier (c. 1450–1460), o Livro das Horas, por Jean Fouquet, agora no Castelo de Chantilly.

A conversão do apóstolo Paulo, chamada também de conversão de são Paulo, é, de acordo com o Novo Testamento, um acontecimento na vida de Paulo de Tarso que o levou a deixar de perseguir os primeiros cristãos e tornar-se um seguidor de Jesus. É normalmente datado pelos pesquisadores para 33-36 d.C. 

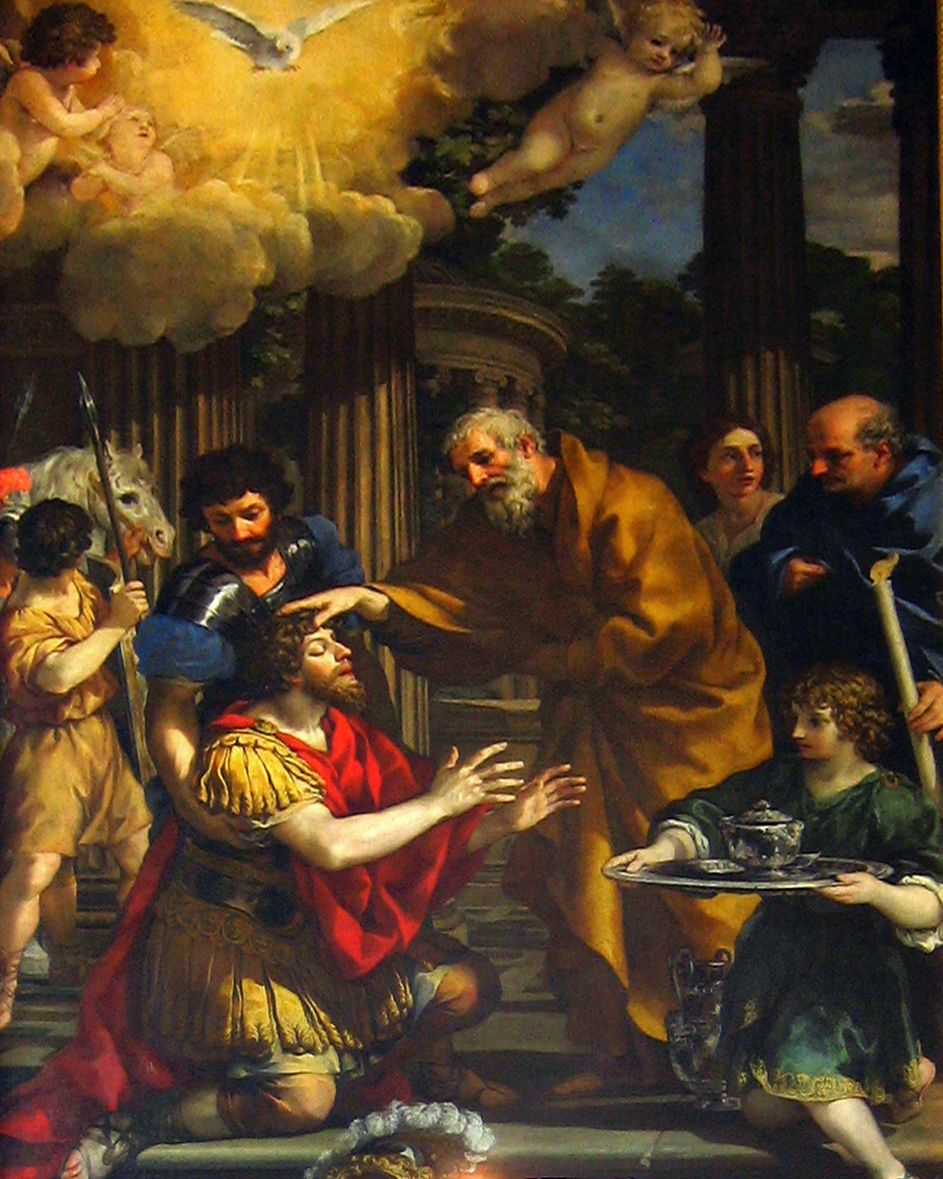
Ananias restabelecendo a visão de São Paulo (c.1631) por Pietro da Cortona.

## Descrição do Novo Testamento
No Novo Testamento, a experiência da conversão de Paulo é discutida nas próprias cartas de Paulo e nos Atos dos Apóstolos. De acordo com ambas as fontes, Paulo não era um seguidor de Jesus e não o conheceu antes da crucificação. Por conseguinte, sua conversão miraculosa ocorreu após esse evento.

A conversão de São Paulo, uma pintura de 1600 de Caravaggio.

### Vida de Paulo antes da conversão
Antes de sua conversão, Paulo, então conhecido como Saulo, era um fariseu "observador da lei", que "intensamente perseguiu" os seguidores de Jesus. Alguns estudiosos afirmam que, segundo a Epístola aos Gálatas, Paulo era um zelota.

### Atos dos Apóstolos
O livro Atos dos Apóstolos discute a experiência de conversão de Paulo em três pontos diferentes no texto, com mais detalhes nas cartas de Paulo. O livro dos Atos registra que Paulo estava saindo de Jerusalém a caminho de Damasco para prender os seguidores de Jesus, com a intenção de voltar a Jerusalém com prisioneiros para interrogatório e possível execução. A viagem é interrompida quando Paulo vê uma luz ofuscante, e se comunica diretamente com uma voz divina. A partir de então, ele fica cego.
O capítulo nove conta a história da conversão de Paulo como uma narrativa em terceira pessoa. O relato continua com uma descrição de Ananias de Damasco recebendo uma revelação divina instruindo-o a visitar Saulo na casa de Judas e colocar as mãos sobre ele para restaurar a vista de Paulo. Ananias fica, inicialmente, relutante, depois de ter ouvido falar sobre a perseguição que Saulo movia contra os cristãos, mas, finalmente, decide obedecer ao mandamento divino.
No capítulo 22 dos Atos dos Apóstolos, a conversão de Paulo é narrada em um discurso que Paulo faz quando é preso em Jerusalém.[Atos 22:6-21] Paulo se dirige à multidão e diz-lhes de sua conversão, com uma descrição essencialmente igual à do capítulo nove de Atos dos Apóstolos, mas com ligeiras diferenças. Essa profissão de fé foi quase que integralmente em aramaico, pois estava claramente sob audiência judaica.